# Pachygnatha silentvalliensis
Pachygnatha silentvalliensis är en spindelart som beskrevs av Biswas och Roger Roy 2004. Pachygnatha silentvalliensis ingår i släktet Pachygnatha och familjen käkspindlar. Inga underarter finns listade i Catalogue of Life.